# Comment je suis devenu super-héros
Pour plus de détails, voir Fiche technique et Distribution.
Comment je suis devenu super-héros est un film de super-héros franco-belge co-écrit et réalisé par Douglas Attal, sorti en 2020.
Il s'agit de l’adaptation du roman du même nom de Gérald Bronner (2007).

## Synopsis
À Paris en 2020, les surhommes sont intégrés à la société. Le lieutenant Moreau (Pio Marmaï) est chargé d’enquêter sur des incidents provoqués par une mystérieuse substance procurant des super-pouvoirs à ceux qui n’en ont pas. Il doit faire équipe avec Cécile Schaltzmann (Vimala Pons), nouvelle recrue tout juste débarquée de la brigade financière. Les deux policiers bénéficient sur l’aide de Monté Carlo (Benoît Poelvoorde) et Callista (Leïla Bekhti), deux anciens justiciers, pour stopper le trafic de cette substance. L'enquête se complique lorsque le passé de Moreau ressurgit.

## Fiche technique
Sauf indication contraire, les informations mentionnées dans cette section peuvent être confirmées par la base de données cinématographiques Unifrance,  présente dans la section « Liens externes ».
- Titre original : Comment je suis devenu super-héros
- Réalisation : Douglas Attal
- Scénario : Douglas Attal, Melisa Godet et Charlotte Sanson, Gérald Bronner et Cédric Anger d'après le roman Comment je suis devenu super-héros de Gérald Bronner
- Musique : Nino Vella, Adrien Prevost
- Direction artistique : Jean-Philippe Moreaux
- Costumes : Maïra Ramedhan Levi
- Photographie : Nicolas Loir
- Montage : Francis Vesin[2]
- Production : Alain Attal, Marie Jardillier et Emma Javaux

Production associée : Philippe Logie
- Sociétés de production : Trésor Films ; Artémis Productions (coproduction)[2] ; SOFICA Cinécap 3, Cinémage 14, Indéfilms 8, Palatine Etoile 17, Sofitvciné 7
- Sociétés de distribution : Netflix (France) ; O'Brother Distribution (Belgique)
- Budget : 15 millions d'euros [3]
- Pays d'origine :  France
- Langue originale : français
- Format : couleur
- Genre : super-héros, policier
- Durée : 101 minutes
- Dates de sortie :
  - France : 12 septembre 2020 (Festival de Deauville) ; 9 juillet 2021 (sur Netflix)
  - Belgique : 2021

## Distribution
- Pio Marmaï : Lieutenant Moreau
- Vimala Pons : Lieutenant Schaltzmann
- Benoît Poelvoorde : Monte Carlo
- Leïla Bekhti : Callista
- Swann Arlaud : Naja
- Gilles Cohen : Commissaire Chairmont
- Léonie Souchaud : Lily
- Camille Japy : Elisabeth Caghieri, la psychologue
- Louis Peres : Rudy
- Théo Christine : Ismaël
- Clovis Cornillac : Gigaman
- Rafaël Guez : Eclipso
- Cartman : Lorenzi
- Cyril Gueï : Guillot
- Mehdi Boudina : Alex
- Antoine Gouy : le médecin légiste
- Hubert Saint-Macary : Professeur Dato
- Sofyan Boudouni : lui même, le youtubeur
- Alain Gadayan  : le policier au début du film

## Production

### Genèse et développement
Le scénario est inspiré du roman Comment je suis devenu super-héros de Gérald Bronner, publié en 2007. Le film est évoqué pour la première fois lors du Comic Con Paris de 2015 par le réalisateur Douglas Attal, ses coscénaristes et le producteur Alain Attal. Une bande-annonce promotionnelle test est alors présentée aux fans présents avec Grégory Gadebois et Pascal Demolon dans les rôles respectifs des super-héros Titan et Monte-Carlo. Le producteur Alain Attal explique que ce projet « ne vise pas à singer les super-héros Marvel sans les moyens des studios américains. […] Il vise à trouver une alternative dans un univers réaliste, pour une œuvre qui parle de notre culture avec une métaphore de notre société et qui interroge la notion d'héroïsme ». Le réalisateur Douglas Attal cite Watchmen, Batman et Daredevil comme influences pour les aspects urbains et humains des super-héros urbain ainsi que leurs côtés « tourmentés ». L'intrigue du roman est par ailleurs « relocalisée » des États-Unis à Paris.

### Attribution des rôles
En mai 2018, la distribution se dévoile avec les arrivées de Pio Marmaï et Leïla Bekhti dans des rôles principaux et également Benoît Poelvoorde, Vimala Pons et Benjamin Lavernhe. Finalement, il semble que Benjamin Lavernhe ne soit plus attaché au projet, remplacé par Swann Arlaud dans le rôle de l'antagoniste principal.

### Tournage
Le tournage a lieu  à Paris et en Île-de-France, de mars à juin 2019,. Les scènes se déroulant à la planque de Naja ont été tournées a l'hippodrome d'Evry.

## Promotion
La première bande annonce est dévoilée au Comic Con Paris en octobre 2019.

## Sortie
Le film devait sortir le 14 octobre 2020 en France, néanmoins, il est repoussé au 16 décembre 2020 par Warner Bros., le studio ayant été obligé de revoir son planning de sortie à cause de la pandémie de Covid-19 qui a entrainé le report de nombreux films. À la suite de l'annonce d'une seconde fermeture des cinémas en France, Warner a de nouveau décalé la sortie au 21 avril 2021.
Le 20 avril 2021, Warner Bros. annonce que le film sortira finalement directement sur Netflix le 9 juillet 2021.

## Distinction

### Sélection
- Festival du cinéma américain de Deauville 2020 : sélection officielle « Film de clôture »